# Война Фаррапус
Война́ Фарра́пус (порт. Guerra dos Farrapos, от farrapos — «лохмотья») или револю́ция Фарропи́лья (порт. Revolução Farroupilha, от farroupilha — «оборванец») — республиканское восстание на юге Бразильской империи (в провинциях Риу-Гранди-ду-Сул и Санта-Катарина), развернувшееся в 1835—1845 годах.

## Причины восстания
Восстание началось из-за разницы между экономикой Риу-Гранди-ду-Сул и остальной части страны. В отличие от других провинций, экономика Риу-Гранди-ду-Сул была ориентирована на внутренний рынок, а не на экспорт товаров. Основной продукт провинции, шарки (вяленая и соленая говядина), сильно пострадал от конкуренции со стороны шарки, импортируемой из Уругвая и Аргентины. В 1835 году Антониу Родригес Фернандес Брага был назначен президентом Риу-Гранди-ду-Сул, и поначалу его назначение понравилось либеральным скотоводам, но вскоре это изменилось. Брага обвинял многих в том, что они сепаратисты.
Основными движущими силами восстания были вольнонаёмные пастухи (гаучо) и батраки (агрегадус), которые выступали против налогового гнёта и произвола имперского правительства, насильственных наборов рекрутов в армию и флот. Руководящую роль в движении играли помещики-скотоводы, а также представители торговой буржуазии, также недовольные политикой правительства и стремившиеся к созданию автономии. Важную роль в подготовке восстания сыграл итальянский иммигрант Тито Ливио Дзамбеккари. Газета «Республиканец», которую он выпускал, была рупором освободительных идей, призывала на борьбу с монархией, осуждала рабство.
Верховным командующим вооружёнными силами повстанцев накануне восстания был назначен генерал Бенту Гонсалвис да Силва.

## Ход восстания

### Начало восстания
20 сентября 1835 года отряды восставших захватили столицу провинции Риу-Гранди-ду-Сул город Порту-Алегри. Президент провинции бежал в город Рио-Гранде, расположенный в 334 км (208 миль) к югу. Вскоре под контроль повстанцев перешли и внутренние районы провинции. У бразильской армии в то время был ряд проблем, и она была не в состоянии справиться с сепаратистской угрозой. 11 сентября 1836 года восставшие провозгласили независимую республику Риу-Гранди со столицей в Пиратини. Президентом республики вскоре был заочно избран Бенту Гонсалвис, который незадолго до этого попал в плен к правительственным войскам. Бежать из плена и занять пост президента Гонсалвису удалось только в сентябре следующего года, до это его обязанности временно исполнял вице-президент Гомис Жардин.
Под знамёнами Республики Риу-Гранди против имперских войск сражались не только бразильцы, но и революционные эмигранты из Аргентины, Уругвая и других стран. В их числе был итальянец Джузеппе Гарибальди, который присоединился к движению в 1839 году и возглавил флот восставших. Силы повстанцев также получали финансовую и косвенную военную поддержку от правительства Уругвая во главе с Хосе Фруктуосо Риверой. У уругвайцев было намерение создать политический союз с Республикой Рио-Гранде, чтобы создать новое более сильное государство.
Правительство новой республики опубликовало закон, согласно которому из неволи освобождались рабы, пожелавшие вступить в ряды армии Риу-Гранди, что способствовало расширению социальной базы восстания.

### Республика Жулиана

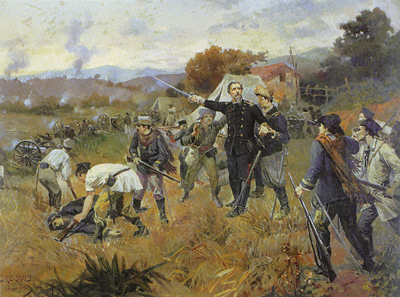
Батальная сцена на юге Бразилии.
Картина Оскара Перейры да Силвы.

В 1839 году повстанческая армия вступила в провинцию Санта-Катарина. Восставшие захватили город Лагуна, который 24 июля был объявлен столицей Республики Жулиана. Однако новая республика не просуществовала и четырёх месяцев: имперские войска предприняли контрнаступление и 15 ноября, атаковав Лагуну с моря и суши, заняли город. Вытесненные с территории Санта-Катарины повстанцы продолжали контролировать внутренние районы Риу-Гранди-ду-Сул, где вели упорные бои с правительственными войсками.
Повстанцы отказались от предложения об амнистии в 1840 году. В 1842 году они издали республиканскую конституцию в качестве последней попытки сохранить власть. В том же году генерал Лима-э-Сильва принял командование имперскими силами в этом районе и попытался договориться об урегулировании.

### Конец войны
К концу 1842 года положение восставших заметно ухудшилось. Решительная победа правительственных войск при Санта-Лусии нанесла мощный удар движению Фаррапус. Из-за возникших разногласий у руководства движения в августе 1843 года Бенту Гонсалвис отказался от поста президента Республики Риу-Гранди. Его место занял Гомис Жардин. В руководстве республики выросло число сторонников примирения с имперским правительством. После этого восстание постепенно пошло на убыль, и правительство Риу-Гранди решило начать переговоры с правительством в Рио-де-Жанейро, которые были поручены Антониу Висенти да Фонтуре.
1 марта 1845 года имперское правительство в Пончо Верде подписало с руководителями восставших так называемый «Акт умиротворения», согласно которому помещики-скотоводы Риу-Гранди-ду-Сул получали ряд привилегий, в частности право выставлять своего кандидата на пост президента провинции. Всем участникам восстания была объявлена амнистия, однако все законы, изданные правительством самопровозглашённой республики, аннулировались. Освобождённые республикой рабы вновь стали рабами, но не были возвращены прежним хозяевам, а переведены в разряд «государственных рабов».

## Последствия
Война Фаррапус стала одним из факторов отставки регента империи Диогу Антониу Фейжо, положение которого и до этого было не очень прочным. Наряду с яростной оппозицией, противостоявшей политике Фейжо, провозглашение республики Риу-Гранди вынудило его выйти в отставку в сентябре 1837 года, что в дальнейшем привело к окончанию периода регентства и воцарению Педру II.

## Отражение в культуре
В 2002 году бразильская писательница Летисия Вирцхофски написала роман «Дом семи женщин», в которой описываются события войны Фаррапус (в романе фигурируют исторические персонажи: Бенту Гонсалвис, Джузеппе Гарибальди). В этом же году по мотивам этой книги был снят одноимённый сериал.